# Паоло Флорентийский
Па́оло Флоренти́йский (итал. Paolo da Firenze, лат. Paulus Abbas de Florentia), Паоло Тенорист (Paolo Tenorista) (род. около 1355, Флоренция, умер после 20 сентября 1436) — итальянский композитор периода Ars nova.

## Очерк биографии
Детали биографии Паоло немногочисленны и противоречивы. По одной из версий, он происходил из мало обеспеченной семьи. В 1380 году вступил в орден бенедиктинцев. Прозвище «тенорист» (tenorista) позволяет предположить, что в начале своей духовной карьеры он был певчим. С 1401 года служил аббатом в (бенедиктинском) монастыре св. Мартина в деревне Пино (близ Ареццо), при этом часто жил во Флоренции. Не позже 1417 года занял должность директора женского Приюта Орбателло во Флоренции, в которой пребывал как минимум до 1427 года. В 1433 году Паоло оставил должность аббата в возрасте 78 лет (на этом основании вычисляется примерная дата его рождения). В нотном Кодексе Скварчалупи (I-Fl 87) сохранилась миниатюра, изображающая Паоло в чёрном (типично бенедиктинском) облачении.

## Творчество
Творческое наследие Паоло — второе по числу произведений итальянского Ars nova после Ландини. Это почти исключительно светская музыка — 42 баллаты (на 2 и 3 голоса) и 13 мадригалов (за исключением «Godi, Firenze», написанного на 3 голоса, все двуголосные). Авторы стихов неизвестны; возможно, в качестве поэта выступил сам композитор. Тексты многих сочинений содержат сеньяли на женские имена — LENA, SANDRA, LISA, MARIA и другие. Сохранились также 2 духовных произведения — «Benedicamus Domino» на 3 голоса и «Gaudeamus omnes in Domino» на 2 голоса. Жанр пяти многоголосных светских пьес, приписываемых Паоло — «Achurr' uom' soccorri tu», «Altro che sospirar», «Amor, merzè», «Già la speranza in te» (с сеньялем GIOVANA), «Se 'l mie fallir mi t'avie» — не определён.
Музыка Паоло, написанная в конце XIV и начале XV века, в стилевом отношении делится на два типа, вероятно, соответствующие двум периодам его творческой карьеры. В музыке первого периода наблюдается «нормативная» с точки зрения итальянского Ars nova техника композиции, исследователи фиксируют в ней влияние Ландини и даже Якопо Болонского. Музыка второго периода изысканна в мелодии, гармонии и особенно по части ритма, обнаруживает влияние (французской) эстетики Ars subtilior, как в в «Godi Firenze» (1406), где композитор переключает разные мензуры, использует широкую палитру длительностей, применяет технику гокета. 
Паоло — автор небольшого учебного пособия по контрапункту «Ars ad adiscendum contrapunctum» (издан Альбертом Си в 1959).
Полное собрание светских сочинений Паоло Флорентийского опубликовал У. Т. Маррокко в серии Polyphonic music of the fourteenth century, vols. 8 (1972), 9 (1975) и 11 (1978). Духовные сочинения Паоло опубликованы под редакцией Курта фон Фишера и Франко Альберто Галло в серии Polyphonic music of the fourteenth century, vol. 12 (1978).